# Convento dei Cappuccini (Xiboli)

Particolare del convento su via Xiboli

Il convento dei Cappuccini di contrada Xiboli, meglio noto come primo convento dei Cappuccini, è stato un edificio religioso di Caltanissetta, oggi inglobato nello stabilimento Averna.
Secondo il canonico Pulci, il convento fu fondato nel 1540, e fu il quarto convento cappuccino fondato in Sicilia, in ordine cronologico, dopo quelli di Castronovo, Palermo e Polizzi; fu edificato in contrada Xiboli, in prossimità del torrente dello Scopatore, a circa tre chilometri a est dalla città, e venne completato nel 1549 grazie alle elemosine del popolo e all'intervento dei Giurati della città che acquistarono il terreno annesso al convento per farne la "selva" (il giardino e l'orto). Il luogo fu scelto perché si trovava in corrispondenza del bivio che dalla strada pubblica Caltanissetta-Piazza conduceva a Castrogiovanni, in prossimità di una sorgente d'acqua che tuttora alimenta un abbeveratoio nella zona.
I frati tuttavia vi abitarono per pochi decenni, poiché sul finire del secolo si trasferirono nel nuovo convento in contrada Pigni, a sud della città, costruito tra il 1580 e il 1587 per volere dalla contessa Aloisia de Luna. Tale decisione fu presa soprattutto per due motivi: l'insalubrità del posto e la distanza dalla città; i frati che si ammalavano infatti dovevano giungere fino all'infermeria del monastero di Santa Croce, a più un'ora di cammino dal convento.
Il complesso, che fu ribattezzato luogo vecchio, rimase dunque inutilizzato per 260 anni e nel 1859 fu venduto a Salvatore Averna che lo trasformò in parte in distilleria dove produrre il suo amaro, e in parte in abitazione per la sua famiglia; ne seguì una profonda trasformazione, tanto che dell'impianto originario del convento rimangono solo alcune tracce, tra cui la parte di edificio che costeggiava la strada pubblica, oggi via Xiboli, che fu realizzata seguendo la curvatura della strada, assumendo una particolare pianta curvilinea.